# Pulverturm (Burghausen)

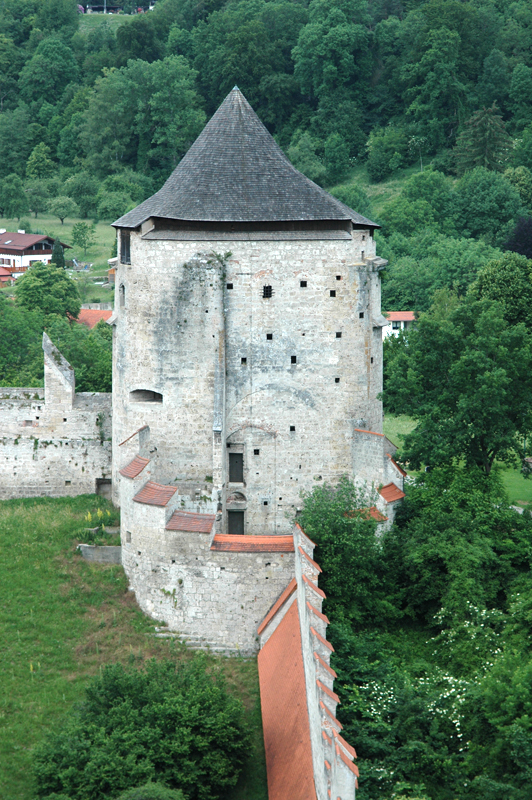
Pulverturm von der Burg aus gesehen

Der sogenannte Pulverturm ist Teil der Burganlage in Burghausen.

## Geschichte

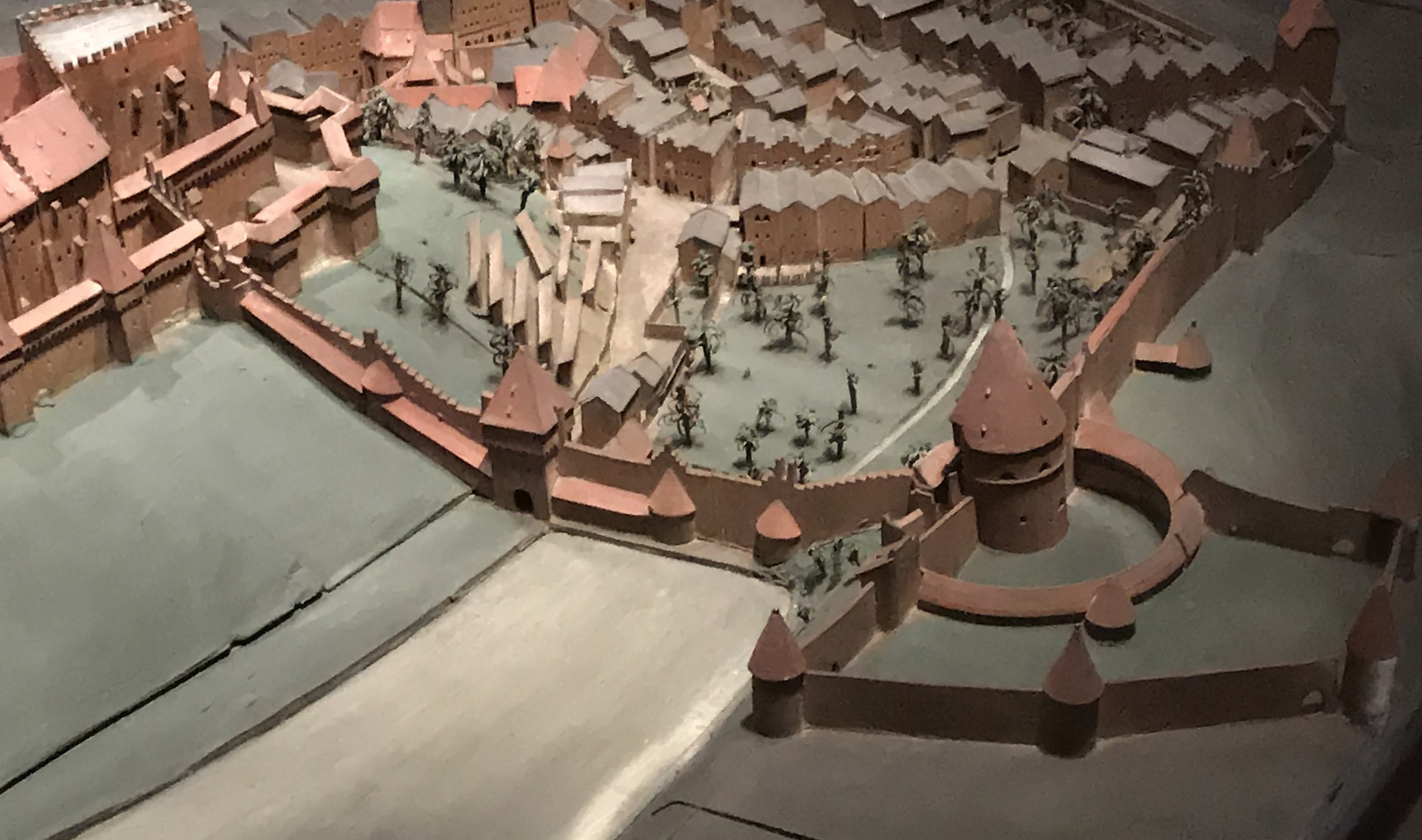
Pulverturm und Teil der Wehranlage im Modell der Stadt von Jakob Sandtner aus dem Jahr 1574

In dem Geschütz- oder Batterieturm auf dem Eggenberg sind vermutlich Reste eines mehreckigen Turms verbaut, worauf der Verlauf der Wehrmauer schließen lässt. 1471 wird ein „Wachter aufm Egknperg“ erwähnt. Der heutige Bau geht auf die Zeit Herzog Georgs des Reichen zurück. Das mächtige Bauwerk umgab ursprünglich wohl ein doppelter Mauerring mit etwa sechs Rundtürmen. Vermutlich 1620 wurde das ursprünglich steile Dach durch ein deutlich flacheres ersetzt. Ein Brunnen im Turm diente der Versorgung der Besatzung, aus dem über Seilwinden alle Geschosse bedient werden konnten. Der Brunnen ist heute 22 Meter tief, reichte damals aber mit Sicherheit mindestens auf Höhe des Wasserspiegels des Wöhrsees.

## Baubeschreibung
Der runde und an der Ostseite abgeplattete Turm mit einem Durchmesser von ca. 18 Metern besteht aus unverputztem Tuffquadermauerwerk und hat vier Geschosse. Die Mauern sind auf der Westseite bis zu sechs Meter dick. Die Mauerstärke auf der der Burg zugewandten Seite beträgt lediglich 30 cm bis 1 Meter, um den Turm im Falle einer feindlichen Eroberung von der Hauptburg aus zerstören zu können. Über dem Erdgeschosseingang findet sich der Rest eines Tympanonreliefs mit Tieren. Das Erdgeschoss ist ein Raum mit Tonnengewölbe, in dem sich der Brunnen befindet. Eine gewundene Treppe führt ins erste Obergeschoss. Dieses bildet ein Raum mit gedrücktem Tonnengewölbe und zwei rechteckigen Lichtscharten, die schräg nach oben führen. An der flachen Seite findet sich eine Tür, welche damals den Zugang zum Wehrgang ermöglichte. Dieser Zugang war mit einer Zugbrücke gesichert. Eine schlangenförmig gewundene Treppe, welche durch zwei Lichtscharten erhellt wird, führt ins zweite Obergeschoss. Der Raum dort hat ein Kuppelgewölbe und an den Außenmauern zwei Geschützluken, zwei holzgefütterte Schießscharten und drei Lichtscharten. Das dritte Obergeschoss ist über eine Wendeltreppe erreichbar. Der Raum dort hat eine Balkendecke und vier Geschützstände mit segmentbogig geschlossenen Luken und verschließbare rechteckigen Schellen auf beiden Seiten. Die Brüstungsmauer des Dachgeschosses ist mit der Jahreszahl „1620“ gekennzeichnet.